# Rustenburgerschans

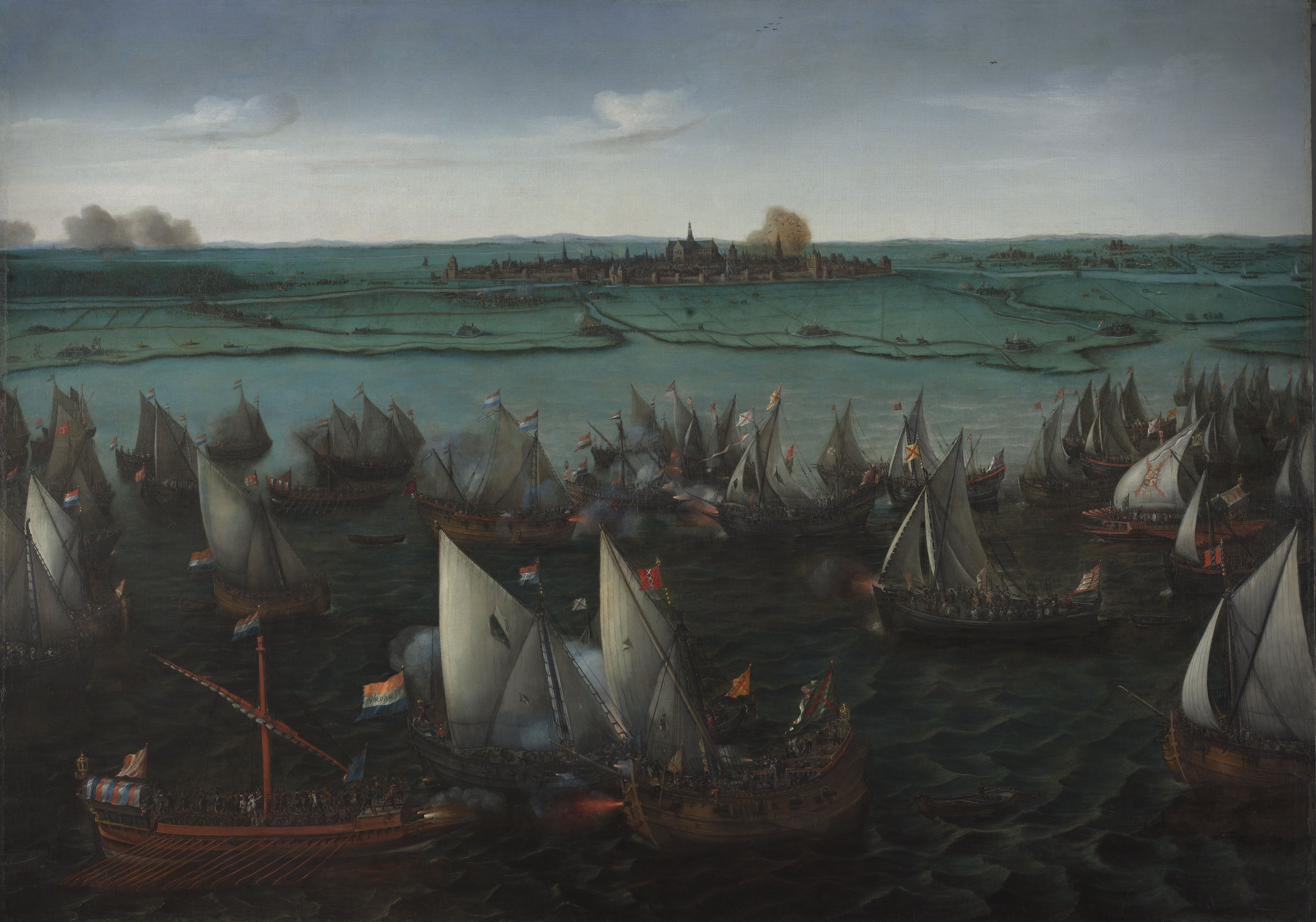
Slag tussen Hollandse en Spaanse schepen en galeien op het Haarlemmermeer op 26 mei 1573 in een mislukte poging tot ontzet van Haarlem. Op de achtergrond het profiel van de stad Haarlem

De Rustenburgerschans was een voorpost in Zuidschalkwijk nabij de stad Haarlem en belangrijk bij de verdediging tegen het Spaanse beleg van Haarlem tussen 1572 en 1573.
De schans lag ten noorden van de Fuikvaart ter hoogte van de hedendaagse straten De Genestetstraat en de H.J. Schimmelstraat. Het beschermde de Fuik- en Zomervaart, een belangrijke verbinding tussen het Spaarne en het Haarlemmermeer.
De schans vervulde een belangrijke rol ten tijde van het Beleg van Haarlem en de Slag op het Haarlemmermeer. Veel geografische namen in Haarlem hebben hun namen te danken aan de schans, zoals de Rustenburgerlaan en de tot 1800 zo geheten Rustenburgervaart.